# Gelasmodes
Gelasmodes är ett släkte av fjärilar. Gelasmodes ingår i familjen mätare.
Kladogram enligt Catalogue of Life:
| Gelasmodes | \| \| Gelasmodes fasciata \| \| \| \| \| \| Gelasmodes malagasy \| \| \| \| |
|            | \| \| Gelasmodes fasciata \| \| \| \| \| \| Gelasmodes malagasy \| \| \| \| |
|            | Gelasmodes fasciata                                                         |
|            |                                                                             |
|            | Gelasmodes malagasy                                                         |
|            |                                                                             |